# Antas da Valeira
Antas da Valeira são dois dolmens calcolíticos, ou câmaras funerárias, a cerca de 100 metros de distância, perto da vila de Nossa Senhora da Graça do Divor, no distrito de Évora, na região do Alentejo, em Portugal. Situado em um campo agrícola a cerca de um quilômetro do Vale Maria do Meio Cromlech e a dez quilômetros do notável complexo megalítico do Almendres Cromlech, esses dolmens estão entre os inúmeros locais megalíticos identificados na área de Évora. Esses dois monumentos ainda não foram estudados por arqueólogos e estão em péssimas condições de conservação.

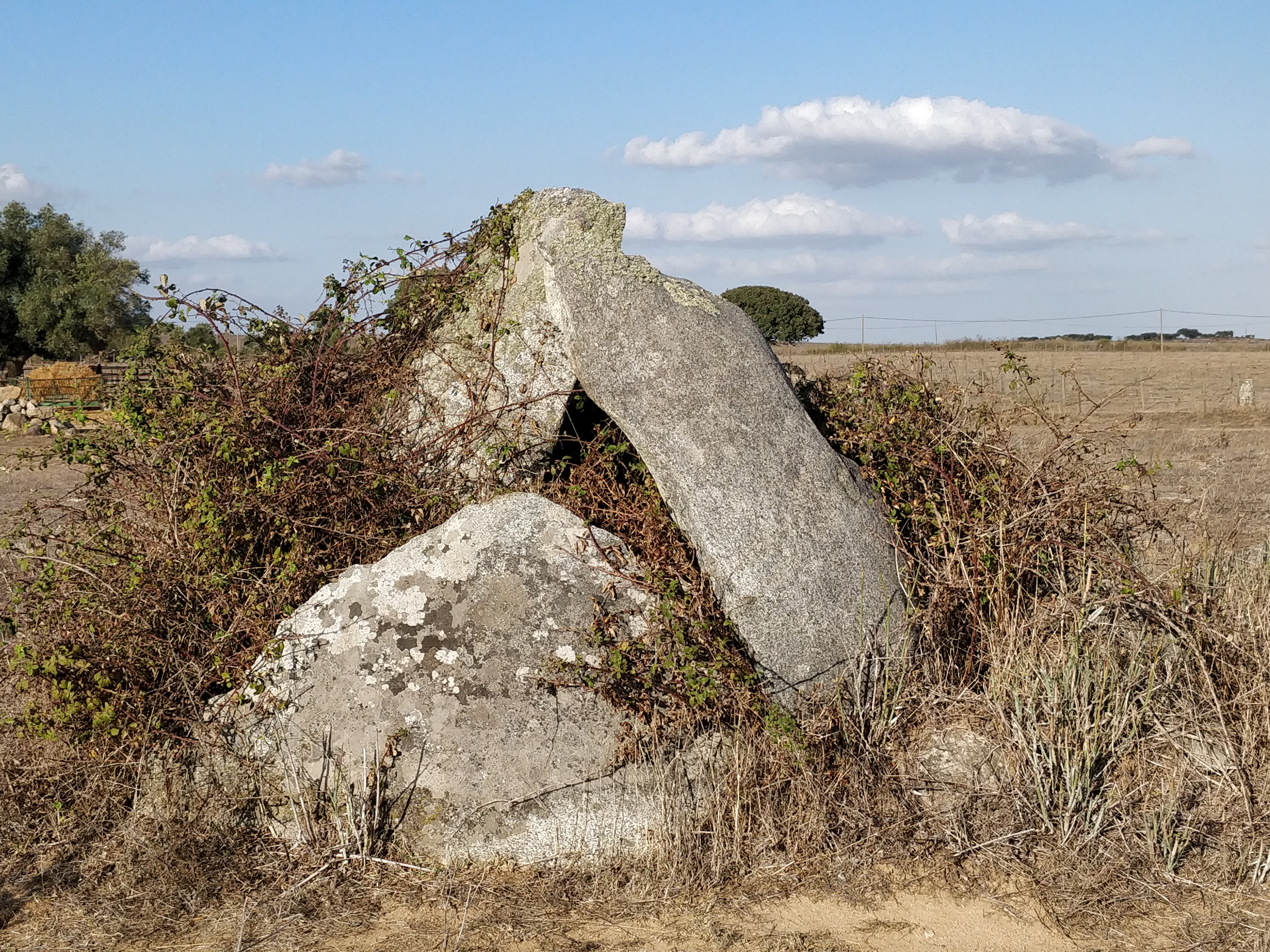
Anta da Valeira2

A Anta da Valeira 1 está situada entre duas oliveiras. É constituída por uma câmara poligonal degradada com vestígios de uma corredor de entrada e tumulus. Seis pedras ou pilares grandes podem ser vistos, mas todos caíram de suas posições originais. Não há vestígios de uma pedra angular ou um corredor de entrada. A Anta da Valeira 2 também está em más condições. Cinco pedras grandes que serviriam de pilar permanecem no local, o que foi muito afetado pelo trabalho agrícola.